# Wánderson (ur. 1986)
Wánderson, właśc. Francisco Wánderson do Carmo Carneiro (ur. 18 lutego 1986 w Baturité) – brazylijski piłkarz, grający na pozycji ofensywnego pomocnika lub cofniętego napastnika; król strzelców ligi szwedzkiej oraz rosyjskiej.
Wánderson został sprowadzony na Stary Kontynent w wieku 21 lat. Jako piłkarz GAIS został królem strzelców ligi szwedzkiej w sezonie 2009. Zdobył wówczas 18 bramek, tyle samo, co współlider klasyfikacji Tobias Hysén reprezentujący barwy lokalnego rywala, IFK. Doskonała dyspozycja przyniosła zainteresowanie możnych klubów z Europy i spoza niej. W lipcu 2010 roku Brazylijczyk opuścił Skandynawię na rzecz Arabii Saudyjskiej; został graczem Al-Ahli Dżudda. W Azji grał do marca następnego roku – powrócił do GAIS najpierw na zasadzie wypożyczenia, a następnie transferu definitywnego.
Od 2012 roku, na identycznej zasadzie, został graczem FK Krasnodar. W sezonie 2012/13 rosyjskiej Priemjer-Ligi ponownie przypadł mu w udziale tytuł króla strzelców. Trzynastokrotnie pokonywał wówczas bramkarzy przeciwników, tak samo jak klubowy kolega Jura Mowsisjan, który w trakcie sezonu przeniósł się do Spartaka Moskwa.
Latem 2017 r. został zawodnikiem Dinamo Moskwa. W 2017 przeszedł do Alanyasporu.